# Grammentin
Grammentin ist eine Gemeinde im Landkreis Mecklenburgische Seenplatte. Sie liegt nordwestlich von Neubrandenburg. Sie gehörte bis zum 31. Januar 2004 dem Amt Stavenhagen-Land und seit dessen Fusion mit der Stadt Stavenhagen dem Amt Stavenhagen an, das seinen Verwaltungssitz in der Reuterstadt Stavenhagen hat.

## Geografie
Grammentin liegt etwa sieben Kilometer nördlich von Stavenhagen und 14 km östlich von Malchin, östlich des Kummerower Sees. Die Bundesstraße 194 verläuft westlich der Gemeinde. Die Gemeinde befindet sich am Rande des Malchiner Beckens, einer glazialen Rinne, die während des pommerschen Stadiums der Weichseleiszeit durch Schmelzwasser unterhalb des Eises ihre heutige Form erhielt. Die Hälfte des Gemeindegebietes ist bewaldet.

## Politik

### Gemeindevertretung und Bürgermeister
Der Gemeinderat besteht (inkl. Bürgermeisterin) aus sieben Mitgliedern. Die Wahl zum Gemeinderat am 26. Mai 2019 hatte folgende Ergebnisse:
| Partei/Bewerber                  | Prozent | Sitze |
| -------------------------------- | ------- | ----- |
| CDU                              | 20,00   | 1     |
| Einzelbewerber Börs              | 20,00   | 1     |
| Einzelbewerber Tschötschel       | 15,26   | 1     |
| Einzelbewerber Brodoch           | 13,42   | 1     |
| Einzelbewerber Schork            | 9,74    | 1     |
| Einzelbewerberin Hornburg-Zeneli | 6,58    | 1     |

Bürgermeisterin der Gemeinde ist Theresa Silberstein, sie wurde mit 60,48 % der Stimmen gewählt.

### Wappen, Flagge, Dienstsiegel
Die Gemeinde verfügt über kein amtlich genehmigtes Hoheitszeichen, weder Wappen noch Flagge. Als Dienstsiegel wird das kleine Landessiegel mit dem Wappenbild des Landesteils Vorpommern geführt. Es zeigt einen aufgerichteten Greifen mit aufgeworfenem Schweif und der Umschrift „GEMEINDE GRAMMENTIN • LANDKREIS MECKLENBURGISCHE SEENPLATTE“.

## Sehenswürdigkeiten
Grammentin ist ein langgestrecktes Straßendorf, welches sich in den vergangenen 100 Jahren kaum verändert hat. Sehenswert sind die Dorfkirche Grammentin, die ehemalige Mühle, das alte Feuerwehrhaus und der bekannte Kunsthof des Malers und Grafikers Günter Horn, dem letzten lebenden Schüler Otto Nagels, der den Kunsthof und das Dorf durch seine jährlich stattfindenden Kunstfeste und Lesungen bis ins Ausland unter Künstlern und Kunstfreunden bekannt machte.
An dem Sägewerk ist das größte Wandbild Mecklenburg-Vorpommerns zu sehen. Es wurde im Jahr 1999 vom dort ansässigen Günter Horn gemalt und von weiteren befreundeten Künstlern unterstützt, wie z. B. dem verstorbenen Maler und Grafiker Harry Lüttger, dem der Goethepreis der Stadt Berlin verliehen wurde, sowie kunstinteressierten Helfern aus dem Dorf. Weitere sehenswerte Fassadenbilder und Kunstobjekte im Ort, wie der Skulpturenpark und die „Straße der Besten“, die wiederum direkt zum Kunsthof des Malers führen, sind ebenfalls in der Zeit entstanden.

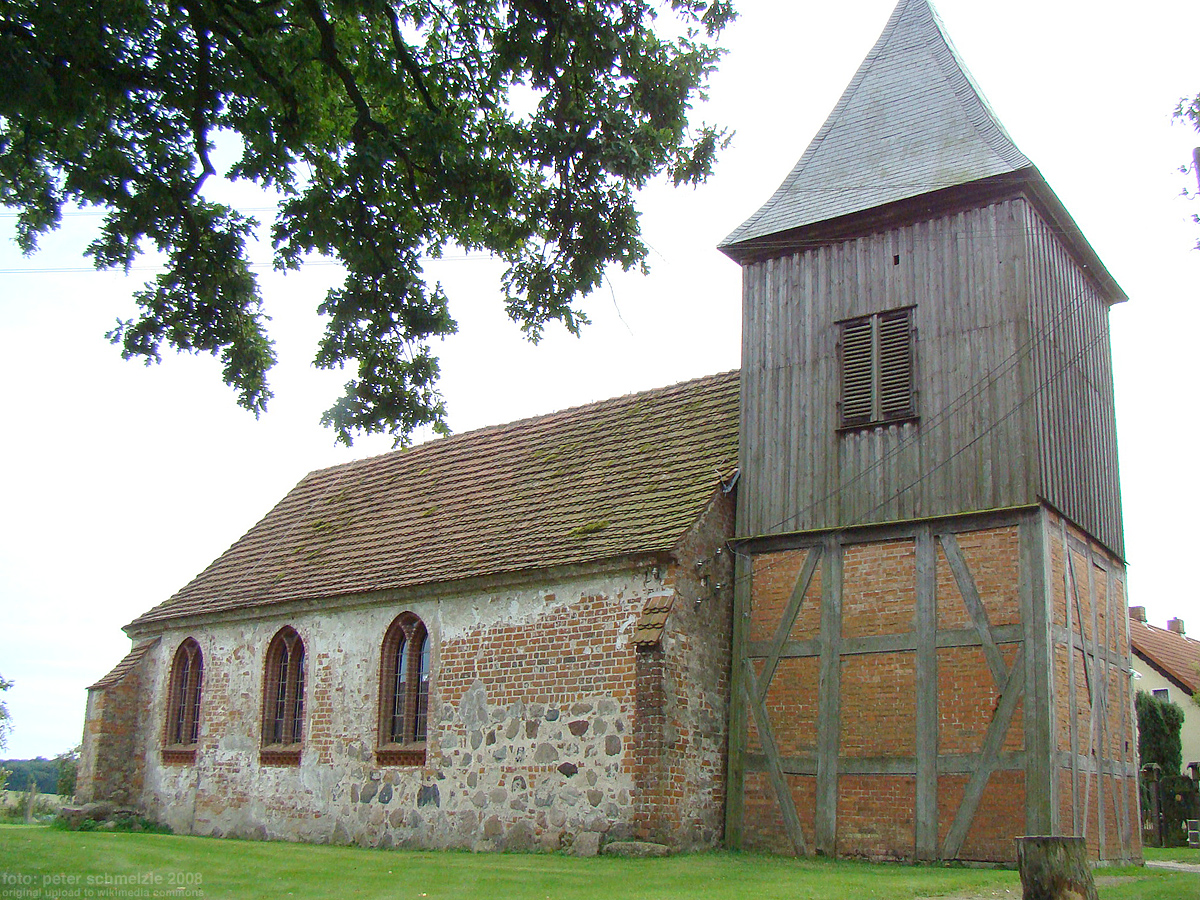
Dorfkirche
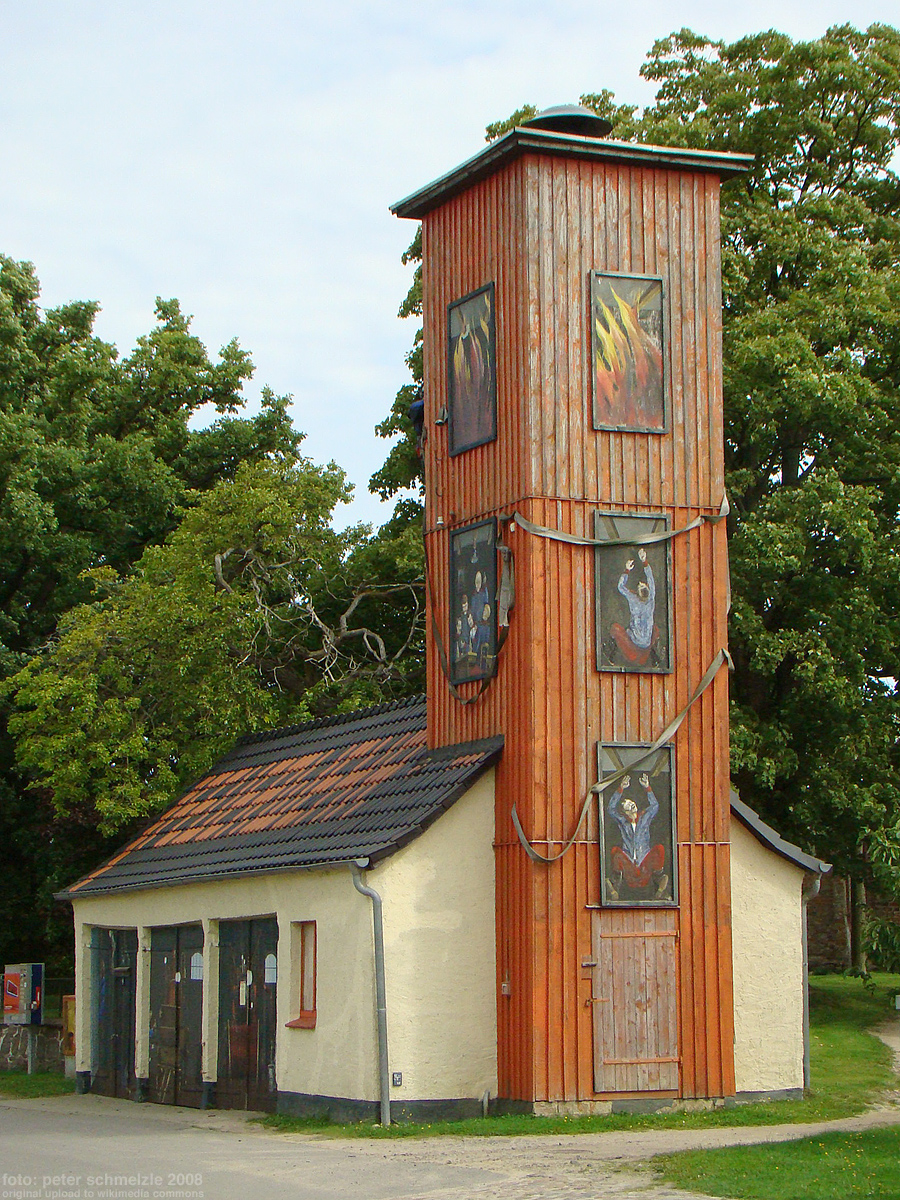
Feuerwehrhaus